# Ibdar
Ibdar (franska: Ibdar (CR), Ibdar (Commune Rurale), (arabiska: إيبضر)  är en kommun i Marocko.   Den ligger i provinsen Sidi Ifni och regionen Guelmim-Oued Noun, 600 km söder om huvudstaden Rabat. Antalet invånare är 5 179.